# Château des Rieux
Pour les articles homonymes, voir Château de Rieux.
Le château des Rieux, aussi nommé manoir des Rieux, est un château situé à Saint-Alban-d'Ay dans le département de l'Ardèche en France.

## Historique
Le château des Rieux est un manoir, une ancienne ferme forte, qui fut construite aux environs de 1280 au lieu-dit "les Rieux" et qui devint propriété de la famille de Tournon en 1390.
Au XIVe siècle le château appartenait au seigneur André Fabry.
À partir du XVIIe siècle, il devient propriété de la famille Deydier.
Jean Deydier, est né en 1607 à Chomérac. Avocat puis notaire à Chomérac, lieutenant du juge de cette ville, il fut maintenu dans sa noblesse par jugement du 21 octobre 1668.
Il épouse Isabeau de Rieux, fille d'Antoine, seigneur du Bourg, et de Anne Deallarès, qui lui apporta le domaine des Rieux.
À la mort de sa mère en 1885 Charles Vachon de Lestra, maire de Saint-Alban d'Ay de 1878–1879 et de 1881–1907, devint propriétaire. Le propriétaire actuel, descendant de la lignée, est Nicolas Gaspard.

## Galerie

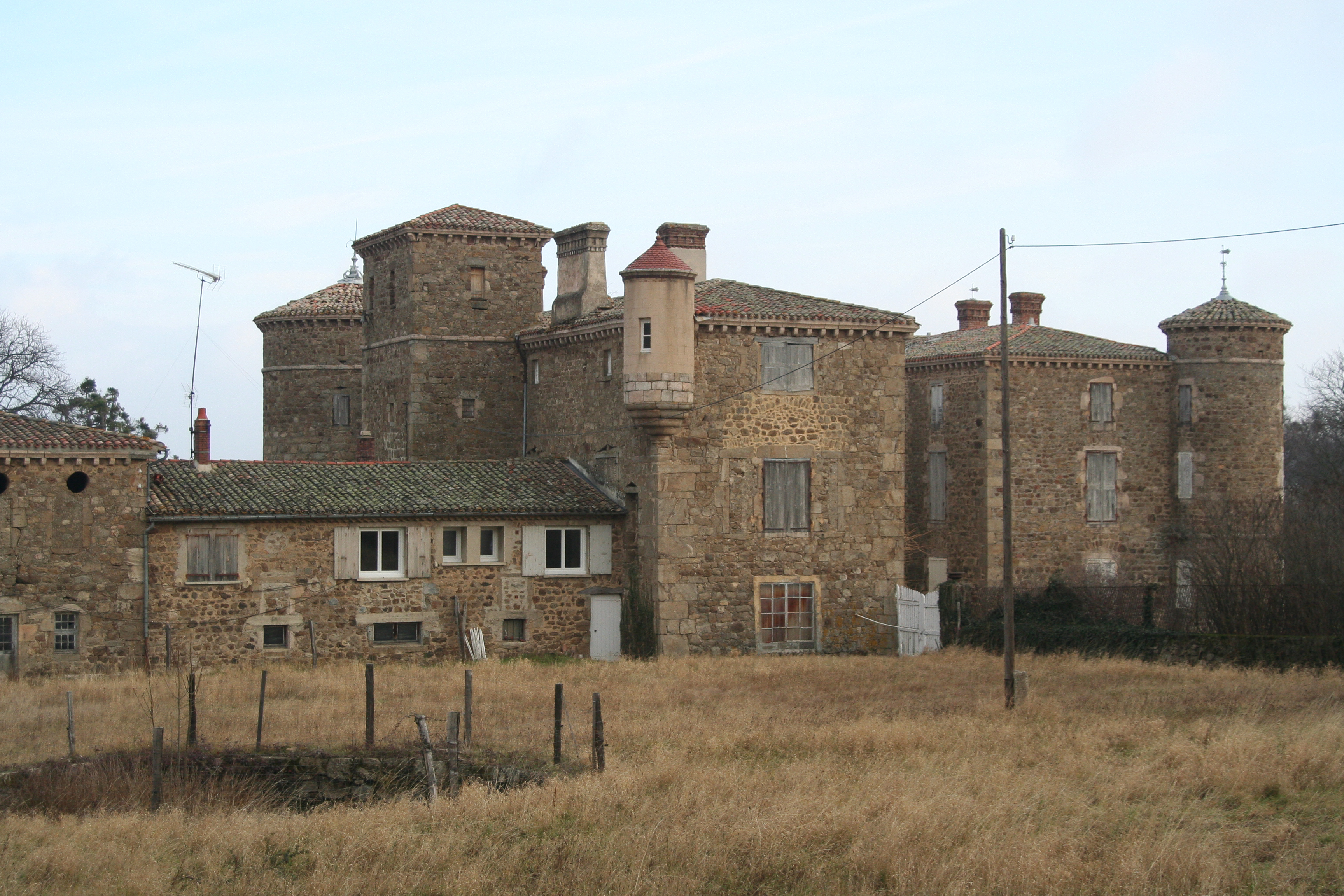
Vue du nord-ouest
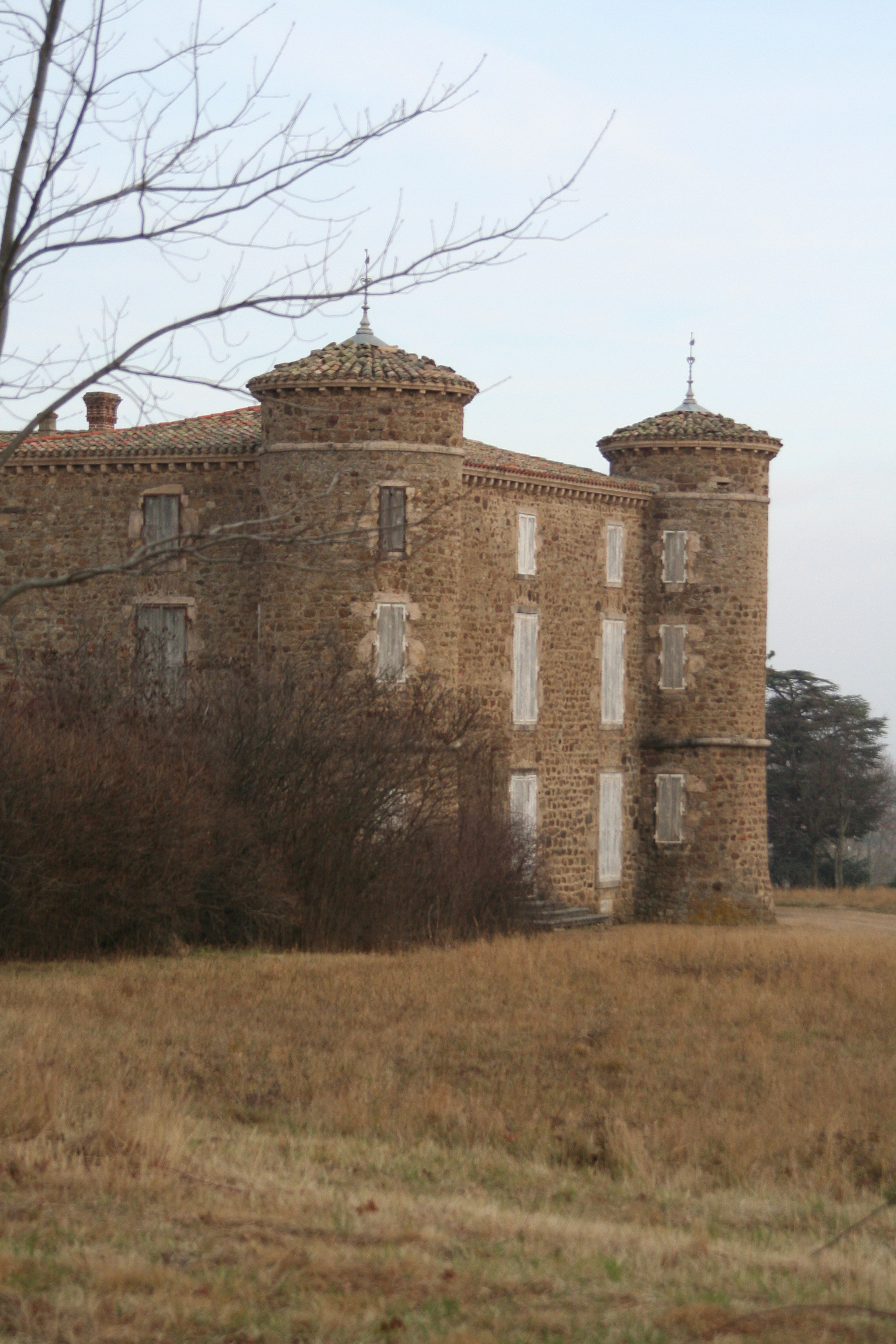
Vue du sud-est